# Marc Horaci Barbat
Marc Horaci Barbat (Marcus Horatius M.F.M.N. Barbatus) va ser un dels principals opositors del segon decemvirat quan aquest grup de magistrats va decidir mantindre's al poder després de l'any que s'havia previst. Era membre de la gens Horàcia, una família patrícia de les més antigues.
En els disturbis que van seguir la mort de Virgínia, Publi Valeri Publícola I (o Poplícola) i Horaci Barbat es van posar al front del moviment popular, i quan els plebeus es van apoderar del Turó Sagrat van ser enviats tots dos pel senat com a únics ambaixadors acceptables per negociar els termes de la pau. Es va restituir als plebeus el dret d'apel·lació davant dels tribunals i es va dictar una amnistia. El decemvirat va cessar en les seves funcions i va ser abolit i Valeri Poplícola i Horaci Barbat van elegits cònsols pel 449 aC.
Les  Valeria Horatiae Leges van confirmar encara més les llibertats dels plebeus. Horaci va obtenir també una gran victòria sobre els sabins que els va deixar tan debilitats que no van tornar a lluitar contra Roma en els 150 anys següents, però el senat li va refusar el triomf. Horaci llavors el va celebrar igualment sense permís del senat, però amb el suport del poble.